# Королівські повітряні сили Італії
Королівські повітряні сили Італії (італ. Regia Aeronautica) — повітряні сили Королівства Італія, окремий вид збройних сил Італії з 1923 по 1946 роки. Королівські повітряні сили разом з Королівською армією, Королівським флотом і Добровільною міліцією національної безпеки були одним з чотирьох видів збройних сил Королівства Італія.
Створені королівським указом у 1923 році, особовий склад італійської авіації зіграв провідну роль у так званому «золотому віці» авіації, здійснюючи різноманітні авіаперельоти та змагаючись у Кубку Шнейдера. Завдяки зовнішній політиці фашистського режиму в 1935 і 1936 роках італійські військові пілоти брали участь в агресії проти Ефіопії, а з 1936 по 1939 рік — діяли разом з німецькими асами у Громадянській війні в Іспанії, де діяв Авіаційний легіон.
Згодом, з 1940 по 1943 рік, Королівські ПС Італії брали активну участь у Другій світовій війні, билися переважно над Середземним морем, а також у небі над Африкою, Близьким Сходом, Західною й Східною Європою. 8 вересня 1943 року, після перемир'я у Кассіблі, італійська авіація розпалася на дві складові: тих, що залишився лояльними Королівству, та прибічники фашистського режиму Беніто Муссоліні продовжили службу в лавах Республіканських національних ПС збройних сил Італійської соціальної республіки.
Починаючи з 18 червня 1946 року, після народження Італійської Республіки і скасування італійської монархії, Італія стала республікою і відповідно Королівські ПС були перейменовані на Повітряні сили Італії (італ. Aeronautica Militare Italiana).

## Історія

### Передумови
На початку XX століття Італія була в авангарді розвитку військової авіації: під час колонізації Лівії 23 жовтня 1911 року італійці здійснили перший в історії розвідувальний політ і 1 листопада перший в історії факт бомбардування позицій противника, коли моноплани Blériot XI та Nieuport IV повітряного корпусу італійської армії (італ. Corpo Aeronautico Militare) бомбардували турецький табір біля Аін Зара у Лівії.
Під час Першої світової війни італійський повітряний корпус, який тоді ще входив до складу Королівської армії (італ. Regio Esercito), застосовував у бойових умовах французькі винищувачі і бомбардувальників, побудовані італійською авіапромисловістю, зокрема гігантські літаки фірми «Капроні». Королівський флот (італ. Regia Marina) мав власну повітряну компоненту, використовуючи в бою літаючими човнами італійського виробництва.

### Заснування
28 березня 1923 року італійські Королівські повітряні сили (італ. Regia Aeronautica) стали незалежним видом збройних сил. Фашистський режим Беніто Муссоліні перетворив їх на вражаючу пропагандистську машину. Літаки, що несли кольори італійського прапора по всій площині нижньої сторони крил, встановили численні рекордні польоти. У період з 1 квітня до 1 листопада 1939 року італійські льотчики встановили не менше 110 рекордів, вигравши чемпіонати світу з польотів туди й назад, польотів на далекі відстані, високошвидкісних та висотних польотів.
Після успішних далеких польотів навколо Середземного моря, успішний трансатлантичний політ Чарльза Ліндберга на «Спірит оф Сент-Луїс» надихнув італійську Королівську авіацію на більш тривалий трансатлантичний переліт із зупинками в Західній Африці та Бразилії. Ймовірно, найяскравішими успіхами стали світовий рекорд швидкості гідролітака 709 км/год, досягнутий Франческо Аджелло на Macchi-Castoldi MC-72 у жовтні 1934 року, а також дальній політ до США і назад до Італії в 1933 році, загалом 19 000 км на літаючих човнах Savoia-Marchetti S.55. Цей десятирічний авіапереліт включав зупинки в Амстердамі, Деррі, Рейк'явіку, Лабрадорі, Монреалі, Чикаго, Брукліні та Вашингтоні, причому найголовнішим моментом стало приземлення на озері Мічиган перед пірсом ВМС Чикаго та процесія містом перед тисячними натовпами американців, щоб збігтися з Чиказької світової виставки Century of Progress. Це новаторське досягнення було організовано та очолюваним генералом авіації Італо Бальбо.

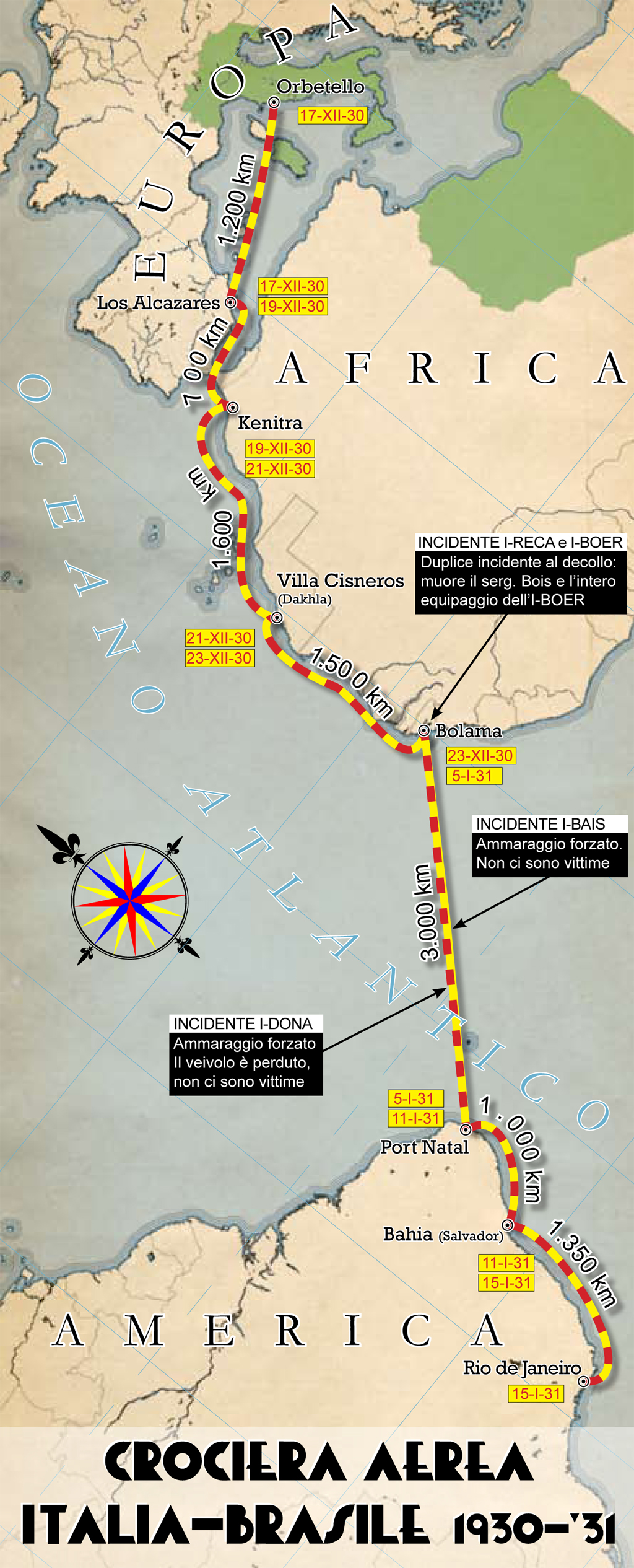
Італійський трансатлантичний переліт Savoia-Marchetti S.55 із зупинками в Західній Африці та Бразилії. 1931

У другій половині 1930-х років Італійські Королівські повітряні сили взяли активну участь у громадянській війні в Іспанії, а також у вторгненнях в Ефіопію та Албанію.

#### Війна в Ефіопії

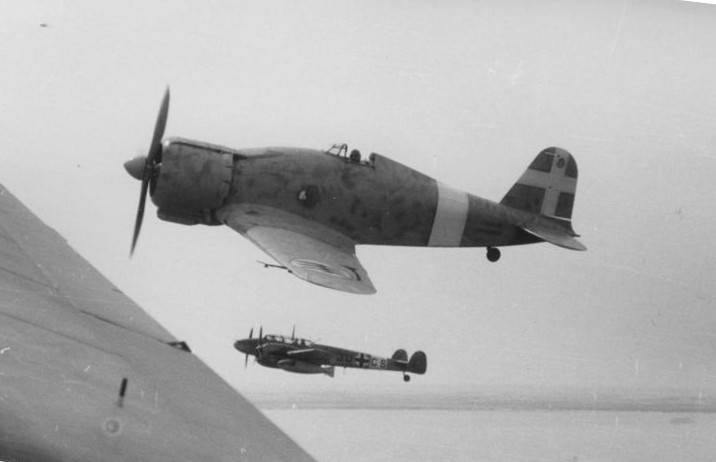
Італійський винищувач Fiat G.50 поруч з німецьким Me 110 у небі над Іспанією

У жовтні 1935 року відбулося перше випробування для нових італійських королівських повітряних сил у ході Другої італо-ефіопської війни. На завершальному етапі війни Regia Aeronautica розгорнула до 386 літаків, які діяли з Еритреї та Сомалі. Італійські авіатори не мали жодного протистояння в повітрі, оскільки імператорські ПС Ефіопії мали лише 15 транспортних літаків і літаків зв'язку, лише дев'ять з яких були справними. Однак італійці втратили 72 літаки та 122 члени екіпажу, підтримуючи операції Королівської армії, іноді скидаючи бомби з отруйним газом проти ефіопської армії. Після закінчення бойових дій 5 травня 1936 р., протягом наступних 13 місяців Regia Aeronautica мали допомагати італійським силам у боротьбі з ефіопськими партизанами.

#### Громадянська війна в Іспанії
Під час громадянської війни в Іспанії італійські льотчики воювали разом із льотчиками іспанських націоналістів та німецьких люфтваффе як члени Авіаційного легіону (італ. Aviazione Legionaria). В період з липня 1936 до березня 1939 року італійська військова авіація посилювала та підтримувала з повітря Експедиційний загін італійських сухопутних військ під назвою «Корпус добровольчих військ». В Іспанії італійські льотчики перебували під безпосереднім командуванням іспанських націоналістів і брали участь у навчанні та спільних операціях з льотчиками німецького «Легіону Кондор». Загалом Муссоліні відправив до Іспанії 6000 військовослужбовців авіації, а також близько 720 літаків, у тому числі 100 бомбардувальників Savoia Marchetti SM.79 і 380—400 біпланів Fiat CR.32, які домінували в повітрі, довівши перевагу над радянськими винищувачами республіканських ПС Іспанії. Авіаційний легіон здобув приблизно 500 повітряних перемог, втративши в повітряних боях 86 літаків і близько 200 особового складу авіації. Але важливішими за матеріальні втрати були неправильні висновки, зроблені з повітряної війни в Іспанії. Міністерство авіації, засліплене успіхом Fiat CR.32, продовжувало вірити в те, що біплан все ще може домінувати в небі, і замовило велику кількість Fiat CR.42 Falco, останнього біплана в історії військової авіації.
Під час італійського вторгнення в Албанію у квітні 1939 року Regia Aeronautica грали обмежену роль і не впливали значною мірою на перебіг подій.

### Друга світова війна
У липні 1939 року Королівські повітряні сили Італії вважалися відмінними повітряними силами у світі. Італійці утримували не менше ніж 33 світових рекорди, що було більше ніж Німеччина (15), Франція (12), США (11), Радянський Союз (7), Японія (3), Велика Британія (2) і Чехословаччина (1). Коли в 1939 році почалася Друга світова війна, на озброєнні італійської авіації було 3296 літаків. Хоча в чисельному відношенні вони вважалися грізною силою, з якою слід рахуватися, насправді цьому заважала авіаційна промисловість Італії, в якій все ще використовувалися застарілі методи виробництва. Насправді лише 2000 літаків були придатними для виконання операцій, з яких лише 166 були сучасними винищувачами (89 Fiat G.50 Freccia і 77 Macchi MC.200), обидва повільніші за потенційних противників, таких як Hawker Hurricane, Supermarine Spitfire і Dewoitine D.520. Більш того, Regia Aeronautica не мала ні нічних винищувачів, ні літаків далекої дії .

#### Західноєвропейський ТВД
10 червня 1940 року, в останні дні битви за Францію, Італія оголосила війну Франції та Сполученому Королівству. 13 червня винищувачі Fiat CR.42 атакували бази французьких ПС і супроводжували Fiat BR.20, які бомбили гавань Тулон. Через два дні CR.42 з 3° Stormo і 53° Stormo знову атакували французькі авіабази і зіткнулися з Dewoitine D.520 і Bloch MB.152, заявивши про вісім збитих французьких літаків ціною власних п'яти. Але коли незначна група французького Середземноморського флоту обстріляла узбережжя Лігурії 15 червня, італійські ПС не змогли запобігти цьому нападу або ефективно атакувати французькі кораблі, що свідчить про відсутність взаємодії з італійським Королівським флотом. У цілому Regia Aeronautica провели 716 бомбардувань на підтримку італійського вторгнення у Францію й скинула загалом 276 тонн бомб. Генерал Джузеппе Санторо у своїй книзі, опублікованій після війни, критикував таке незаплановане використання ПС, які не були підготовлені до дій проти укріплень, захищених від бомбардування з повітря. Лише близько 81 т бомб було скинуто на цілі, але безрезультатно. Під час цієї короткої війни Regia Aeronautica втратили в повітряних боях 10 своїх літаків і 24 члени екіпажу, оголосивши про 10 збитих у повітрі французьких літаків та 40 яких знищили на землі.
10 вересня 1940 року італійське командування створили під командуванням генерала Ріно Корсо Фуж'єра окремий Італійський повітряний корпус, скорочено CAI, який виділявся для підтримки дій Люфтваффе в битві за Британію. До його складу входило приблизно 170 літаків, включаючи 80 бомбардувальників Fiat Br.20 і 98 винищувачів Fiat G.50 Freccia і CR.42. Передача літаків була завершена до 19 жовтня.
CAI базувався в окупованій нацистами Бельгії. Погана погода та невідповідні літаки для цього театру війни завадили ефективним діям CAI. У листопаді CR.42 лише двічі зіткнулися з британськими «Харрікейнами» і «Спітфайрами». Італійці заявили про п'ять перемог і дев'ять ймовірних, при чому п'ять біпланів Fiat були збиті. Проте британські Королівські ПС не повідомили про будь-які втрати. 17 бомбардувань, здійснених BR.20, не завдали великої матеріальної шкоди, до того ж авіація була потрібна на грецькому фронті та в Киренаїці, тому в січні 1941 року бомбардувальники та CR.42 почали виводити до Італії. Лише дві ескадрильї G.50 залишилися до середини квітня 1941 року. Під час цієї кампанії Королівські ПС Італії втратили 36 літаків (у тому числі 26 внаслідок аварій) і 43 члени екіпажу, не здобувши жодної підтвердженої повітряної перемоги.

#### Середземноморський, Близькосхідний і Африканський ТВД
Італійська військова авіація була залучена до бойових дій, що розгорнулися на Близькому Сході майже з самого початку участі Італії у Другій світовій війні. Під час англо-іракської війни німецькі та італійські літаки Повітряного командування «Ірак» (нім. Fliegerführer Irak) на чолі з генералом авіації Гансом Єшоннеком, призначеного для підтримки повстанців Рашида аль-Гайлані в англо-іракській війни, зупинилися для дозаправки в підконтрольному французькому мандаті Віші в Сирії, коли вони летіли до Іраку. Вони маскувалися під літаки ПС Іраку і були пофарбовані таким чином під час перельоту. Постійне занепокоєння щодо впливу Німеччини та Італії в цьому районі призвело до Сирійсько-ліванської кампанії союзників.

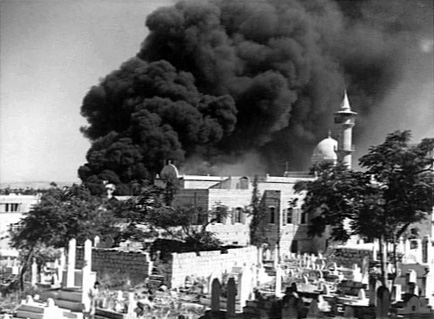
Знищення мусульманського кладовища та мечеті Істікляль італійськими бомбардувальниками під час бомбардування Хайфи. Вересень 1940 року

Починаючи з липня 1940 року, італійська авіація взяла участь в одному з менш відомих інцидентів війни, коли провела бомбардування міст Палестини, що перебувала під британським мандатом. 10 вересня внаслідок атаки Тель-Авіва загинули 137 людей. 19 жовтня 1940 року чотири італійські бомбардувальники SM.82 бомбардували Бахрейн. поряд із нафтовими родовищами Дахран у Саудівській Аравії, націлившись на американські нафтопереробні заводи. Хоча в обох випадках було завдано мінімальної шкоди, атака змусила союзників покращити оборону Бахрейну, що ще більше розтягнуло військові ресурси союзників.
В Італійській Східній Африці Regia Aeronautica проявили себе набагато краще, ніж на інших театрах війни. У червні 1940 року королівські ПС Італії мали тут 195 винищувачів, бомбардувальників і розвідувальних літаків, а також 25 транспортних літаків. Деякі з цих літаків були застарілими, але в італійців були бомбардувальники Savoia-Marchetti SM.79 (12 одиниць) і Savoia-Marchetti SM.81 і винищувачі Fiat CR.42. На той час це були одні з найкращих літаків, які були в наявності в будь-якій стороні на початку Східноафриканської кампанії. Крім того, італійська авіація часто мала кращі умови базування на аеродромах, ніж аеродроми британської авіації та держав Співдружності. Коли почалася війна, італійські льотчики були відносно добре підготовлені і впевнені у своїх силах. На початку бойових дій італійська Королівська авіація здобула перевагу в повітрі, і час від часу досвідчені італійські пілоти, керуючи своїми біпланами Fiat, встигали збивати навіть швидші та краще озброєні моноплани Hawker Hurricane.
Проте протягом перших трьох місяців італійські Королівські ПС втратили 84 літаки, 143 члени екіпажу загинули, ще 71 був поранений, але втрати не зупинили темпи проведення італійцями операцій. Проте, відрізані від Італії, стикаючись з проблемами з браком палива, боєприпасів, запасних частин та неможливістю поповнення, незабаром італійське угруповання постало перед серйозною проблемою, що врешті призвело до того, що італійська авіація вела по-суті бойові дії на виснаження.
До 31 січня принц Амедео, герцог Аоста, повідомив, що італійські військові сили у Східній Африці лишилися лишень з 67 боєготовими літаками з обмеженою кількістю палива. До кінця лютого Італія мала лише 42 літаки в Східній Африці, і тепер перевагу в повітрі отримали британці. У березні надлишок особового складу підрозділів ПС мав битися як піхота. До кінця наступного місяця італійці мали лише 13 справних літаків у Східній Африці.
Нарешті, 24 жовтня 1941 року, приблизно за місяць до остаточної капітуляції Італії, був збитий останній італійський літак кампанії, Fiat CR.42.
Італійська авіація брала найактивнішу участь у кампанії в Західній пустелі. На першому етапі протистояння була майже рівною боротьба між Regia Aeronautica і британськими Королівськими ПС. Спочатку винищувачі, що перебували у обох сторін, були переважно старими біпланами; італійським Fiat CR.32 та Fiat CR.42 протистояли британські «Гладіейтор».
Після італійських катастроф під час операції «Компас» і прибуття генерала Ервіна Роммеля та його німецького корпусу «Африка» Королівські повітряні сили Італії воювали пліч-о-пліч з німецькими Люфтваффе в Західній пустелі.
Незважаючи на те, що повітряна кампанія в Лівії мала серйозно обмеження через умови пустелі, італійським королівським повітряним силам вдалося утримати близько 400 літаків. Під час першого британського контрнаступу у Північній Африці італійці зазнали сумарно нищівних втрат (понад 400 літаків), доки не почався стратегічний наступ армій Осі на Грецію, коли велика частина британських сухопутних і повітряних сил була екстрено перекинута туди, що дало італійським силам час відновитися. Нові італійські частини були посилені через прибуття німецького Африканського корпусу, а контингент Люфтваффе розгорнув майже 200 літаків у Лівії та ще 600 на Сицилії. Працюючи пліч-о-пліч з Люфтваффе, повітряні сили Італії діяли набагато краще завдяки прибуттю більш сучасних літаків та оперативному обміну тактикою застосування між німецькими та італійськими льотчиками. У середині 1942 року під час битви за Бір-Хакейм (26 травня — 11 червня 1942) новий винищувач Macchi C.202 перевершив усі винищувачі Пустельних ПС, досягнувши безпрецедентного співвідношення збитих/втрачених 4,4/1, краще, ніж у знаменитих Messerschmitt Bf 109 (3,5/1), які билися в тих самих умовах Африки. Під час першого наступу Роммеля на Єгипет італійцям вдалося відвернути частину атак британської авіації від його сил і прикрити його відхід під час британської контрнаступальної операції «Крусейдер», завдаючи при цьому великих втрат бомбардувальникам британців.
Під час другого наступу Роммеля Королівські повітряні сили Італії і Люфтваффе зазнали значних втрат через посилення опору союзників під час повітряних боїв над Ель-Аламейном та бомбардування Александрії та Каїра. Regia Aeronautica, зазнавши значних втрат в Єгипті, поступово були виведені в Тобрук, Бенгазі, Триполі і, зрештою, в Туніс.
Італійська авіація разом з німецькими ПС брала участь у повітряних атаках на контрольований Великою Британією острів Мальта, намагаючись захистити морські комунікації блоку з Сицилії, Сардинії та Італії до Північної Африки. До кінця 1940 року італійці здійснили 7410 бойових вильотів на острів, скинувши 550 тонн бомб, втративши при цьому 35 літаків. Італійці заявили про 66 збитих британських літаків за ці перші шість місяців бойових дій, але ці твердження були перебільшені. У 1941 році Regia Aeronautica здійснили подальші атаки на Мальту, але менш інтенсивно, ніж у 1940 році. Італійські льотчики почали боятися мальтійських винищувачів і зенітної артилерії настільки, що політ на обложений острів став відомий як «шлях смерті» (італ. rotta della morte). У 1942 році в період з 1 січня по 8 листопада під час повітряних рейдів на Мальту італійська авіація втратила ще 100 літаків.
Від постійних бомбардувань Мальта зазнавала величезних втрат, втрачаючи устаткування, обладнання, кораблі та транспортні засоби, населення та гарнізон перебували на межі голодної смерті. Проте обложений острів зумів витримати атаки італійських та німецьких повітряних сил і збив майже 1500 літаків Осі, що було втричі більше ніж реальні втрати. До листопада 1942 року Люфтваффе визнало втрату 357 літаків і Regia Aeronautica 210. Але під час облоги втрати британських Королівських ПС були ще важчими, склавши 547 у повітрі (включаючи близько 300 винищувачів) і 160 на землі, плюс 504 літаки зазнали пошкоджень у повітрі і 231 на землі.

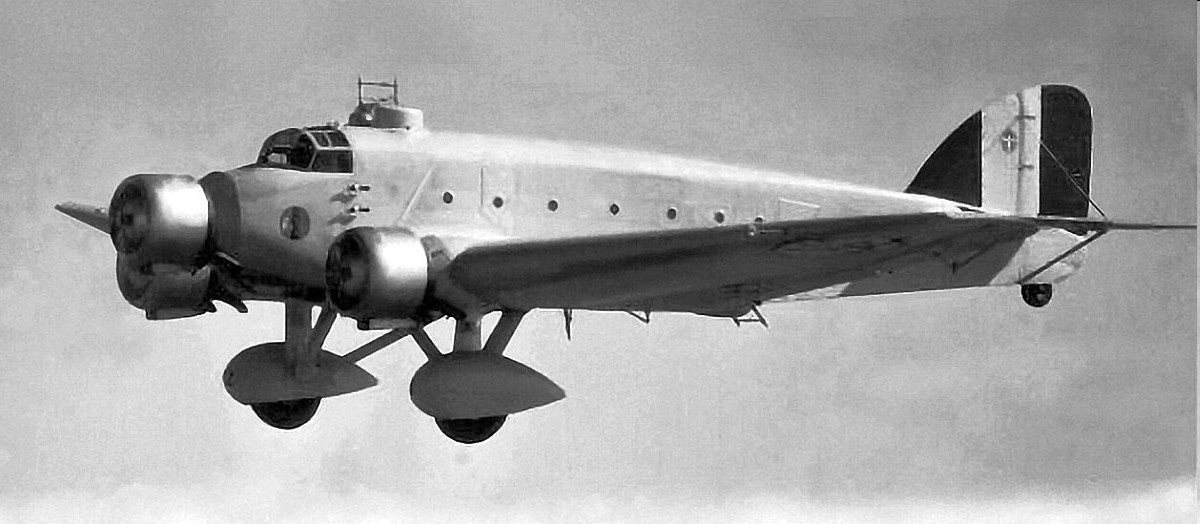
Італійський середній бомбардувальник Savoia-Marchetti SM.81 Pipistrello часів Другої світової війни

З липня 1940 року італійська Королівська авіація розпочала свої атаки на британську коронну колонію Гібралтар і її важливу військово-морську базу. У 1942 році італійські бомбардувальники Piaggio P.108 атакували Гібралтар з Сардинії, здійснивши низку далеких нічних нальотів. До жовтня 1942 року італійці здійснили 32 бомбардувальниками 14 нальотів .
Останні нальоти на Гібралтар були здійснені під час висадки союзників в Алжирі в 1943 році, коли ці бомбардувальники також завдали успішного удару по порту Оран. Єдиним підрозділом італійської військової авіації, який мав Piaggio P.108, була 274-та бомбардувальна група великої дальності, яка була сформована у травні 1941 року, коли перші машини зійшли з конвеєрів.
До моменту Туніської кампанії Королівські повітряні сили Італії і Люфтваффе рідко користувалися паритетом, не кажучи вже про перевагу в повітрі в Північній Африці. З початком бойових дій безпосередньо над територією Італії, її авіація змушена була перейти до оборони. Італійські льотчики постійно боролися проти спроб союзників потопити кораблі Королівського флоту. Незадовго до вторгнення союзників величезний наступ бомбардувальників союзників завдав удару по аеродромах на Сицилії, щоб здобути подальшу перевагу в повітрі. Це залишило італійську авіацію дуже слабкою, але літаки продовжували прибувати з Сардинії, південної Італії та південної Франції. Останньою місією Королівських повітряних сил Італії перед укладенням перемир'я з союзниками була оборона під час бомбардувань американської авіації Фраскаті та Риму 8 вересня 1943 року.

Дислокація об'єктів Королівських ПС Італії на 1943 рік

#### Балканський фронт
Коли 28 жовтня 1940 року почалася італо-грецька війна, Королівські повітряні сили Італії виставили 193 бойові літаки, яким спочатку не вдалося завоювати перевагу в повітрі над Королівськими повітряними силами Греції, які мали 128 боєготових літаків із 158. Погана інфраструктура для авіабаз в окупованій Албанії перешкоджала логістиці та переміщенню між італійськими льотними підрозділами. Лише два аеродроми — Тирана та Валона — мали злітно-посадкові смуги з щебня, тому в умовах осінньо-зимової погоди діяльність аеродромів була складною. Також існувала звичайна відсутність взаємодії між італійським флотом і армією. Нарешті, всього за кілька днів після початку війни, італійські льотчики зіткнулися з 80-ю ескадрильєю на чолі з видатним асом Мармадюком Патлом і оснащеною «Гладіаторами», 30-ю, 211-ю і 84-ю ескадрильями з «Бленгеймс» і 70-ою ескадрильєю з «Веллінгтонами». Поступово італійська авіація (включаючи ескадрильї, що літали з італійських авіабаз) зросла і мала вже понад 400 літаків проти греків, чия авіація неухильно скорочувалася. Однак ця перевага не завадила грецькій армії завдати італійській армії поразку, змусити її перейти до оборони, та незабаром відступити в Албанію. На початку 1941 року ситуація змінилася, коли німецький вермахт почав одночасне вторгнення в Югославію та Грецію.
Для проведення кампанії проти Югославії, яка в результаті тривала лише 11 днів, італійські Королівські ПС, застосували 600 літаків. У ході бойових дій італійці здобули п'ять повітряних перемог (плюс 100 знищених на землі літаків), зазнавши при цьому п'ять втрат. Однак з цього моменту роль італійської авіації в кампанії на Балканах полягала насамперед у підтримці Люфтваффе. Ця роль підтримки продовжувалася під час наступної окупації Греції та Югославії.
Загалом керівництво італійських ПС заявило про 218 збитих літаків противника плюс 55 імовірних, діючи проти грецької та англійської Королівської військової авіації, тоді як греки заявили про 68 повітряних перемог (плюс 23 ймовірних), а британці — про 150 збитих. Насправді повітряна війна проти Греції коштувала італійцям лише 65 втрат (те ще 495 пошкоджених), тоді як втрати британських Королівських ПС у Грецькій кампанії становили 209 літаків, 72 — у повітрі, 55 — на землі та 82 — знищені або залишені під час евакуації.

#### Східний фронт
У серпні 1941 року керівництво Королівських повітряних сил Італії відправило на Східний фронт повітряний корпус чисельністю 1900 осіб, посиливши в такий спосіб Італійський експедиційний корпус в Росії (італ. Corpo di spedizione italiano in Russia, або CSIR), а потім Італійську армію в Росії (італ. Armata italiana in Russia, або ARMIR). Цей повітряний компонент був відомий як Експедиційний корпус ПС Італії в Росії (італ. Corpo Aereo Spedizione in Russia). Ескадрильї, що складалися з 22-ї групи з 51 винищувачем Macchi C.200 і 61-ї групи з бомбардувальниками Caproni Ca.311, підтримували італійські збройні сили з 1941 по 1943 рік у період найінтенсивніших бойових дій, в яких брала участь італійська Королівська армія. Спочатку вони базувалися в Україні та в кінцевому підсумку підтримували операції в районі Сталінграда. У середині 1942 року в Росії на озброєння надійшов більш сучасний Macchi C. 202. CSIR був переформований на ARMIR у 1942 році, а ARMIR був розформований на початку 1943 року після катастрофи під час Сталінградської битви. У січні 1943 року італійський повітряний корпус припинив участь у бойових діях, авіацію перекинули до Одеси.
З 1944 по 1945 рік італійський особовий склад повітряних сил діяв у Балтійському регіоні та на північному фланзі Східного фронту під безпосереднім командуванням Люфтваффе під назвою 1-ша транспортна група «Террачіано» (італ. 1° Gruppo Aerotrasporti "Terracciano"; нім. 1° Staffel Transportfliegergruppe 10 (Ital)). Ця група входила до складу Національних республіканських ПС Італійської соціальної республіки.

#### Італія 1943—1945
Підписання італійського сепаратного перемир'я призвело на короткий час до розколу Regia Aeronautica на дві нові складові. Зі штаб-квартирою в Салерно на півдні Італії Королівські союзні повітряні сили (італ. Aviazione Cobelligerante Italiana, або ACI) воювали пліч-о-пліч із силами союзників. На півночі Італії Національні республіканські повітряні сили (італ. Aeronautica Nazionale Repubblicana, або ANR) билися за Італійську соціальну республіку та країни Осі. Літаки королівських і республіканських повітряних сил ніколи не воювали між собою. ACI діяла на Балканах і ANR в Північній Італії та в районі Балтійського моря.
З 10 червня 1940 до 8 вересня 1943 року Королівські повітряні сили Італії втратили 6483 літаки (інші джерела повідомляють про втрату 5201 літака), в тому числі 3483 винищувачі, 2273 бомбардувальники, торпедоносці та транспортні літаки, а також 227 розвідувальних літаків. Самі Королівські ПС Італії заявили про знищення 4293 ворожих літаки, у тому числі 1771 знищений на землі. Втрати особового складу під час конфлікту становили 3007 загиблих або зниклих безвісти, 2731 поранених і 9873 військовополонених.